# Nacaduba ataranica
Nacaduba ataranica är en fjärilsart som beskrevs av Lambertus Johannes Toxopeus 1927. Nacaduba ataranica ingår i släktet Nacaduba och familjen juvelvingar. Inga underarter finns listade i Catalogue of Life.